# كريستيان أوغست (أمير أنهالت تسربست)
كريستيان أوغست أمير أنهالت-تسربست (29 نوفمبر 1690؛ دورنبورغ - 16 مارس 1747؛ تسربست)؛ كان أميرًا ألمانيًا من آل أسكانيا العريقة، من المعروف عنه أنه والد كاترين العظيمة إمبراطورة روسيا.
كان حاكم إمارة أنهالت-دورنبورغ ومنذ عام 1742 كان حاكمًا لإمارة أنهالت تسربست بأكملها، وكان أيضًا جنرال فيلدمارشال في الجيش البروسي، وهي أعلى رتبة عسكرية في الجيش.

## الذرية
في 8 نوفمبر 1727 تزوج كريستيان أغسطس من يوهانا إليزابيث من هولشتاين-غوتورب (24 أكتوبر 1712 - 30 مايو 1760)؛ ابنة الأمير كريستيان أوغست شليسفيغ هولشتاين-غوتورب أمير أوتين، وشقيقة في المستقبل أدولف فريدريك ملك السويد، كان لديهم خمسة أطفال:
1. صوفي فريدريكا (2 مايو 1729 - 17 نوفمبر 1796)؛ التي أصبحت فيما بعد كاثرين العظيمة إمبراطورة روسيا.
2. فيلهلم كريستيان فريدرش (17 نوفمبر 1730 - 27 أغسطس 1742)؛ توفي صغيرًا.
3. فريدرش أوغست أمير أنهالت تسربست (8 أغسطس 1734 - 3 مارس 1793)؛ خلف والده، وتوفي بدون وريث.
4. أوغست كريستين شارلوت (10 - 24 نوفمبر 1736)؛ توفيت صغيرة.
5. إليزابيث أولريكه (17 ديسمبر 1742 - 5 مارس 1745)؛ توفيت صغيرة.